# Алексеев, Андрей Олегович
Андрей Олегович Алексеев (род. 26 июня 1958 года) — российский биолог, специалист в области биогеохимии, минералогии и геофизических методов исследования почв, член-корреспондент РАН (2016).
Заместитель директора Института физико-химических и биологических проблем почвоведения РАН, в настоящее время — временно исполняющий обязанности директора института.
Доктор биологических наук (2010).
Автор 200 научных работ, из них 6 монографий и 1 авторского свидетельства.
Основные научные работы в областях изучения биогеохимических процессов трансформации минерального и органического вещества в наземных экосистемах, включая почвы различных геологических и исторических эпох.
Автор оригинального комплексного подхода к изучению палеопедосферы для прогнозирования почвенно-геоэкологических изменений с использованием методов и подходов почвоведения, минералогии, магнетизма окружающей среды, геохимии, микробиологии.
Под его руководством защищены две кандидатские диссертации.
Член редколлегии журнала «Acta Agrophysica» и Научного совета по почвоведению РАН, член Президиума Пущинского научного центра РАН.

## Награды
- Лауреат премии Международной академической издательской компании (МАИК) «Наука/Интерпериодика» 2004 и 2010 гг.

## Из библиографии

### Диссертации
- Алексеев, Андрей Олегович. Состояние соединений железа в почвах степных ландшафтов : диссертация … кандидата биологических наук : 04.00.03 / МГУ им. М. В. Ломоносова. — Москва, 1992. — 171 с. : ил.
- Оксидогенез железа в почвах степной зоны : диссертация … доктора биологических наук : 03.00.27 / Алексеев Андрей Олегович; [Место защиты: Моск. гос. ун-т им. М. В. Ломоносова]. — Москва, 2010. — 298 с. : ил.

### Книги
- Оксидогенез железа в почвах степной зоны / А. О. Алексеев, Т. В. Алексеева ; Ин-т физико-хим. и биологических проблем почвоведения Российской акад. наук. — Москва : ГЕОС, 2013. — 203, [4] л. цв. ил. : ил., табл.; 24 см; ISBN 978-5-89118-608-8